# US Sestri Levante 1919
Unione Sportiva Sestri Levante 1919, zkráceně jen Sestri Levante je italský fotbalový klub hrající v sezóně 2024/25 ve 3. italské fotbalové lize sídlící ve městě Sestri Levante v regionu Liguria.

## Změny názvu klubu
- 1919/20 – 1930/31 – US Sestri Levante (Unione Sportiva Sestri Levante)
- 1931/32 – 1937/38 – AS Sestri Levante 1919 (Associazione Sportiva Sestri Levante 1919)
- 1938/39 – 1944/45 – Fit Sestri Levante (Fit Sestri Levante)
- 1945/46 – US Sestri Levante 1919 (Unione Sportiva Sestri Levante 1919)

## Získané trofeje

### Vyhrané domácí soutěže
- 3. italská liga (1×)

1947/48
- 4. italská liga (1×)

2022/23

## Účast v ligách
| Úroveň soutěže | Název soutěže (nynější název) | První hraná sezona | Poslední hraná sezona | celkem odehraných sezon |
| -------------- | ----------------------------- | ------------------ | --------------------- | ----------------------- |
| 2              | Serie B                       | 1928/29            | 1928/29               | 1                       |
| 3              | Serie C                       | 1927/28            | 2024/25               | 7                       |
| 4              | Serie D                       | 1949/50            | 2022/23               | 31                      |
| 5              | Eccellenza                    | 1978/79            | 2013/14               | 11                      |